# إدوارد ك. فينش
إدوارد ك. فينش (بالإنجليزية: Edward C. Finch)‏ هو سياسي أمريكي، ولد في 2 فبراير 1862 في لبنان في الولايات المتحدة، وتوفي في 25 سبتمبر 1933 في سياتل في الولايات المتحدة. انتخب عضو مجلس نواب واشنطن.